# Semo Sititi

a Compétitions nationales et continentales officielles uniquement.

b Matchs officiels uniquement.
Dernière mise à jour le 26 août 2018.
Semo Sititi, né le 6 mars 1974 à Moto'otua (Samoa), est un joueur de rugby à XV, qui joue avec l'équipe des Samoa, évoluant au poste de troisième ligne aile (1,87 m pour 102 kg). Il est le père de Wallace Sititi, également joueur de rugby à XV au poste de troisième ligne.

## Carrière

### En club
En 2005, il dispute la coupe d'Europe avec Newcastle.

### En équipe nationale
Il a eu sa première cape internationale le 22 mai 1999, à l’occasion d’un match contre l'équipe du Japon.
Semo Sititi a participé à la coupe du monde 1999 (3 matchs) et à la coupe du monde 2003 (4 matchs). Il fait aussi partie de la sélection samoane pour la coupe du monde 2007 (4 match).
Il joue aussi avec l'équipe des Samoa de rugby à sept, étant notamment le capitaine de cette équipe lors de la coupe du monde 2001.

## Palmarès
- 59 sélections avec l'équipe des Samoa de rugby à XV dont 39 fois capitaine
- 17 essais (85 points)
- Sélections par année : 6 en 1999, 5 en 2000, 9 en en 2001, 5 en 2002, 6 en 2003, 3 en 2004, 7 en 2005, 3 en 2006, 8 en 2007, 4 en 2008 et 3 en 2009.

- 4 sélections avec l'équipe des Pacific Islanders
- 0 essai (0 point)
- Sélections par année : 2 en 2004 et 2 en 2006.